# Yayuk Suseno
Srirahayu Endang Agustini (Semarang, 1 de agosto de 1959), conocida artísticamente como Yayuk Suseno, es una cantante y actriz indonesia, una de las más famosas en la década de 1980.

## Biografía
Yayuk realizó sus estudios en Yakarta durante la escuela secundaria. Su carrera como actriz inició cuando ella participó en una película que protagonizaba en el rodaje realizada en Palembang en Java, en películas como, Yang Yang Muda Sexo (1977), Primitive (1978), las ondas de Love olas del mar (1978), y Aladino y la lámpara El Nuevo Testamento (1982). Yayuk también ha sido reconocida por su personaje principal producida por Eni en la telenovela 'Boys' y luego en TVRI que se había lanzado al éxito en 1988.
Además, Yayuk también es conocida como una de las exitosas cantantes gracias a la canción "Lago Azul" en su primer álbum titulado The Blue Lake (1982). Esta canción ha sido el único hit que produjo Yayuk a lo largo de su carrera. Después de esto, lanzó varios álbumes, pero no pudo igualar el éxito de este álbum.

## Álbumes
- Telaga Biru (1982)
- Cintaku dan Sepeda Kumbang (1982)

## Filmografía
- Yang Muda Yang Bercinta (1977)
- Juara Karate (1977)
- Ombaknya Laut Mabuknya Cinta (1978)
- Primitif (1978)
- Puber (1978)
- Two in Black Belt (1979)
- Aladin dan Lampu Wasiat (1980)
- Manusia Berilmu Gaib (1981)
- Betapa Damai Hati Kami (1981)
- Hati Selembut Salju (1981)
- Mandi Dalam Lumpur (1984)
- Aduh Genitnya (1984)
- Melacak Primadona (1985)
- AIDS Phobia (1986)

## Sinetron
- Pondok
- Kisah Serumpun Bambu
- Hikmah 1
- Hikmah 2
- Hidayah
- Mimpi Manis
- Dongeng